# Цзи ли
Цзи ли (китайский: 笄禮) — китайская церемония шпильки, ритуал взросления; является эквивалентом гуань ли для женщин. Церемония символически отмечает переход от детства к взрослой жизни китаянки и включает в себя использование однозубой шпильки-цзи. Только после церемонии цзи ли девушка считалась взрослой и, следовательно, имела право выйти замуж. В древние времена церемонию могли проводить люди любого социального класса; однако именно богатые люди чаще проводили церемонию, чем бедные.

## Истоки
И гуань ли, церемония увенчания для китайских мужчин, и церемония цзи ли появились в Китае в древние времена, до начала эпохи Цинь.

## Возраст
Церемония цзи ли обычно происходила, когда девушка обручена или выходит замуж. Она проводилась, когда девушке исполняется 15 лет, даже если она до сих пор не помолвлена и не замужем. Если девушка всё ещё не была обручена в возрасте 20 лет, церемонию шпильки нужно было проводить снова.

## Порядок церемонии
Порядок проведения церемонии состоит из следующих шагов:
1. Замужняя женщина, обычно одна из родственниц девушки, расчёсывает волосы молодой женщины.
2. Волосы молодой женщины собираются в пучок, а затем закрепляются цзи (шпилькой), на которую обычно наносят благоприятные узоры.
3. Затем девушке дают взрослое имя.
4. Шпилька позже снимается после церемонии.

После церемонии цзи ли девушки должны были научиться быть настоящими женами; включая обучение правильным манерам речи и одежды. Они также должны были научиться рукоделию.

## Производные церемонии и влияние

### Корея
Корейские женщины проводят церемонию совершеннолетия, которая следует конфуцианской традиции, известной как Гьере (корейский: 계례; ханча: 筓禮). Согласно историческим записям, обряд впервые был проведён в 965 году, когда правитель Корё Кванджон представил молодого наследного принца в одежде для взрослых. Обряд практически полностью исчез к середине XX века, но в последнее время традицию возрождают в Южной Корее: каждый год, начиная с 1973 г., проходит «день совершеннолетия». Девушки надевают ханбок, состоящий из красной чхимы (юбка для ханбока) и жёлтого чогори, которые обозначают, что девушка не замужем. Далее совершают поклоны почтения родителям, предкам и учителям. Заплетённые в косу волосы, которую носят девочки и девушки, старшие женщины им укладывают в причёску с шиньоном, а затем закрепляют их шпилькой-пинё, надевают чоктури и меняют чогори с жёлтого на зелёный. После этого девушки участвуют в чайной церемонии и получают взрослое имя. Заканчивается церемония клятвой сухонре́ (수헌례) в том, что они будут ответственными и почтительными взрослыми. Ранее церемония проводилась перед свадьбой девушки или же на её 15-летие, если она не вышла замуж до этого возраста. В наши дни её проводят в возрасте 19 лет.

### Вьетнам
Tuổi cập kê (также известный как возраст ношения шпильки) наступает, когда девушка достигает 15-летнего возраста. В 15 лет девушка начинает носить шпильку, и шпилька становится неотъемлемым атрибутом взрослой женщины.
Таким образом, вручение шпильки мужчине символизирует полное доверие женщины мужчине. Он основан на китайском обычае.